# Ante Pavić
 Ante Pavić  nacido el 7 de marzo de 1989 en Ogulin es un tenista profesional croata.

## Carrera
Su mejor ranking individual es el Nº 229 alcanzado el 27 de enero de 2014, mientras que en dobles logró la posición 180 el 17 de febrero de 2014.
No ha logrado hasta el momento títulos de la categoría ATP ni de la ATP Challenger Tour, aunque sí ha obtenido varios títulos Futures tanto en individuales como en dobles.